# Salvo D’Acquisto

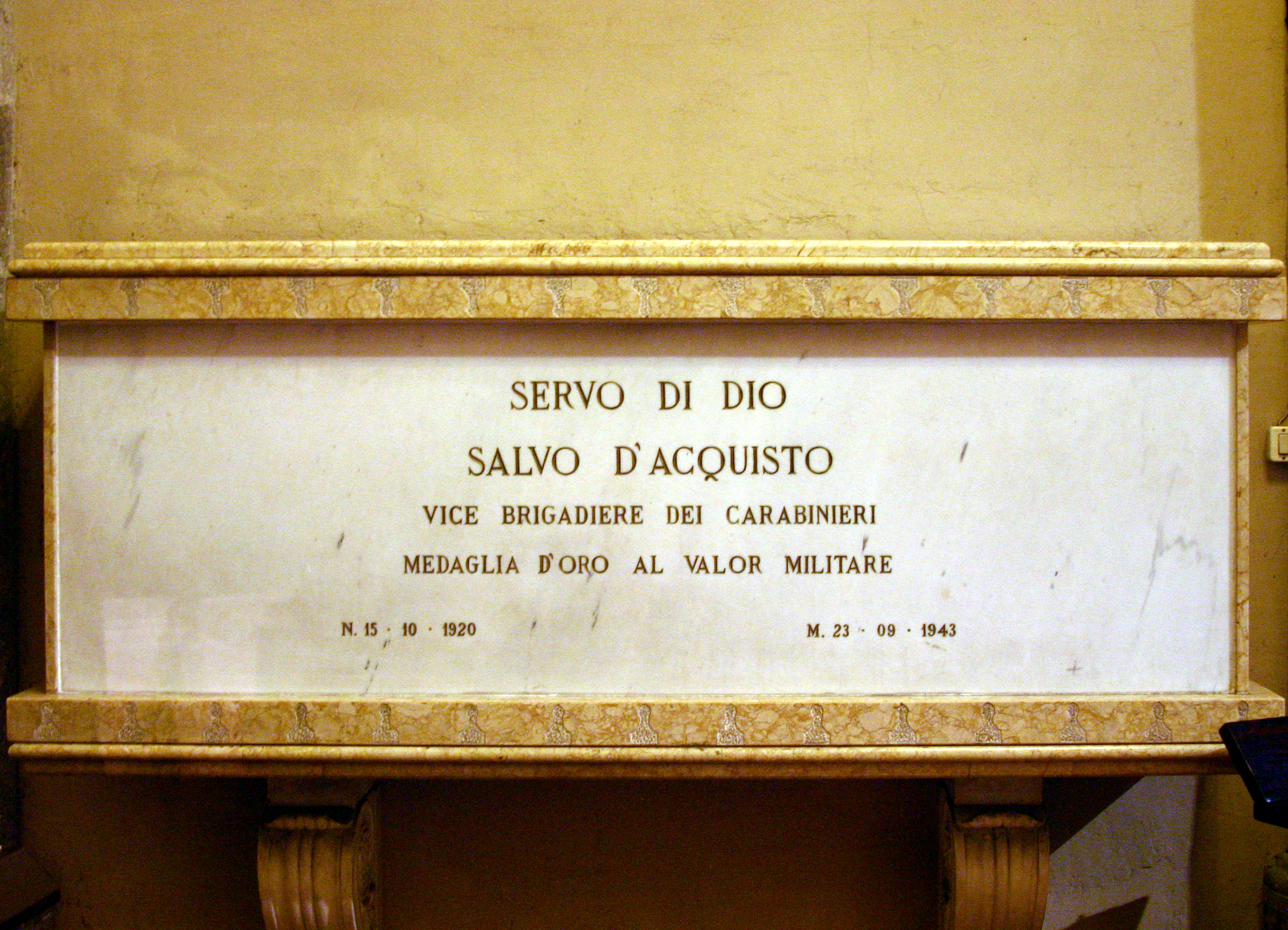
Grób sługi Bożego Salvo D'Acquisto

Salvo D’Acquisto (ur. 15 października 1920 w Neapolu, zm. 23 września 1943 w Fiumicino) – włoski członek Korpusu Karabinierów, sługa Boży Kościoła katolickiego.

## Życiorys
Salvo D’Acquisto uczęszczał do szkoły w pobliżu dzielnicy Vomero w Neapolu. Wstąpił do karabinierów i wyjechał do Libii. Gdy wrócił do Włoch, rozpoczął naukę w szkole oficerów, następnie został przydzielony do komisariatu policji w Torrimpietra. 22 września 1943 roku dwóch niemieckich żołnierzy zginęło na skutek wybuchu granatu, a dwóch innych zostało rannych. Dowódca niemieckiej dywizji obwinił mieszkańców za zamach na swoich żołnierzy. Następnego dnia niemieccy żołnierze aresztowali 22 osoby. Salvo D’Acquisto wziął na siebie winę za zorganizowanie zamachu, po czym został rozstrzelany w wieku zaledwie 22 lat. Został pośmiertnie odznaczony Złotym Medalem za Męstwo Wojskowe.

## Upamiętnienie
W 1974 roku na podstawie jego historii powstał film pt. Salvo D’Acquisto. W 1975 wydano znaczek pocztowy z jego wizerunkiem, a także ustanowiono medal jego imienia. 23 maja 2015 odsłonięto jego popiersie.

## Proces beatyfikacyjny
W 1983 roku rozpoczął się jego proces beatyfikacyjny.